# Gabber (muzyka)
Gabber (znany też jako hardcore, często nazywany również gabba) – jeden z gatunków muzyki elektronicznej, za którego pionierów uważani są Belgowie.

## Pochodzenie
Gabber wywodzi się z muzyki i subkultury rave, lecz za protoplastę tego stylu są uważane utwory house, techno, new beat, które powstały na przełomie lat 1987/1988. Zwiększono w nich tempo do ok. 135 – 145 BPM oraz wyostrzono ślad perkusyjny (beat).
Czasy, kiedy gabber stopniowo się rozwijał to lata 1991-1992. Wtedy to w Belgii powstało wiele klasycznych i kultowych dziś nagrań: Holy Noise – Get Down Everybody, Nightmare czy Misteria – Who Kill JFK. Gabber bardzo szybko przeniósł się do sąsiedniej Holandii (w szczególności gabber trafił do Amsterdamu i Rotterdamu), gdzie dj-e DJ Paul Elstak i Dark Raver (dziś uważani za najlepszych hardcore'owych dj-ów i producentów) przyspieszyli tempo utworów do ok. 180-220 BPM oraz przesterowali dźwięk uderzenia. Tzw. motyw basowy, łączony z charakterystycznym noise'em (z ang. 'hałas'), startuje równo z uderzeniem perkusji, co daje w połączeniu z rytmem 4/4 niesłychanie mocny i energiczny beat.
Rozwój "prawdziwego" gabbera jako gatunku (bardzo szybkie tempo i brutalne dźwięki) rozpoczął się w 1994 roku za sprawą Lisy Eliaz nazywanej "The Queen of the terror", BSE Dj team. Na przełomie 1995 i 1996 roku popularność gabbera w Holandii wzrosła za sprawą dj-ów, którzy do dzisiaj są postrzegani jako postaci kultowe. Do powyższej listy legend sceny gabbera dopisać można m.in. Technosis, DJ Pagan, DJ Isaac, DJ Delirium (legenda amerykańskiej sceny mocnego brzmienia lat 90.). W USA gabber został spopularyzowany dzięki imprezie zwanej D.O.A (1994), gdzie usłyszeć można było industrial/gabber.
Schyłek popularności gabbera zaczął się w roku 1999, kiedy to legenda sceny hardcore'u The Prophet zaczął eksperymentować z wolniejszym stylem, bardziej komercyjnym, który niedługo ochrzczono nazwą hardstyle. Swój wkład w wypadnięcie z obiegu czystego hardcore'u miała też Lady Dana, również legenda gabbera. Oczywiście gabber nie zniknął, lecz jest grany już tylko na mniej znanych imprezach, undergroundowych produkcjach, etc. Po tych zmianach gabber, można powiedzieć, ewoluował. Zyskał wolniejsze tempo, bo około 170 uderzeń na minutę, został nazwany nu style hardcore/gabber. Wielu znawców tematu uważa, że gabber ewoluował w złą stronę. Ten gatunek muzyczny praktycznie nigdy nie był komercyjny, wielu artystów nie zarobiło milionów i to podaje się często jako naturalną przyczynę powstania hardstyle'u.
Gabber to też określenie pewnego stylu życia, ubioru, tańca. To sprawia, że gabber jest szerzej "praktykowany" właściwie tylko w Holandii i do dzisiaj artyści z lat 90. mają tam platynowe płyty. Często na okładkach widnieje: "No. 1 hit in Holland" i faktycznie ma to potwierdzenie w tamtejszej rzeczywistości. Obecnie muzyka ta jest tworzona przez entuzjastów, a prawdziwego gabbera można usłyszeć już tylko w audycjach radiowych w Holandii i Belgii.
Tempo gabbera wynosi od 180 do 250 BPM, do tego dochodzą charakterystyczne żywe dźwięki syntezatorów i nierzadko pianin (ale od dłuższego czasu odchodzi się od tego instrumentu). Wokal ogranicza się do krótkich wstawek lub rapu podkładanego przez MC na żywo.
Gatunek ten jest najbardziej znany i lubiany w swojej ojczyźnie, czyli Belgii, w Holandii, a także we Francji, Niemczech i USA. W Polsce na żywo posłuchać można go na imprezach w całym kraju, niegdyś największą popularnością cieszył się na Śląsku, obecnie jest to Warszawa.

## Najbardziej znani wykonawcy z lat 90.
- The Prophet
- Lady Dana
- Dj Weirdo
- Dj Delirium
- Dj Paul
- The Dreamteam
- Bass-D & King Matthew
- Rotterdam Terror Corps
- Dj Gizmo
- Rob Gee
- Dj Buzz-Fuzz
- Dj Dano
- Dj Sim
- Dj Waxweazle
- Tails & Noizer
- Omar santana
- Chosen few
- Tellurian
- Technohead
- Speedfreak
- 3 Steps Ahead
- Party Animals
- Charly Lownoise & Mental Theo
- Dj Isaac
- Dj Pagan
- Scott Brown
- Laurent Hô
- Cyanide
- Dj E-Rick and Tactic
- Q-Tex
- Reyes
- Gabberhead
- Bald Terror
- Trance hater
- Wedlock
- Warlock
- Ruffneck
- Lockjaw
- Dj Chronotrigger
- Crosslock
- C4
- Dj Arvie
- Dj Dione
- Dj Tron
- Davie Forbes
- The Stunned guys
- Neophyte
- Art of fighters
- Tommyknocker
- Terra Wan
- Plexus
- Dj Rob
- The Euromasters
- Marshall Masters
- Smash
- Nightraver
- Dj Hooligan
- Ramirez
- Search&Destroy
- Reanimator
- Haardcore
- The Original Gabber
- Speedy J
- High energy
- Hammerhead
- Human Resource
- MC Rage
- Highlander
- French Connection
- Dj Pavo
- Psylocke
- James Daltan
- B.C.Kid
- Masoko Solo
- Public Domain
- Tony Salmonelli
- Da Beatblower
- Bertocucci Feranzano
- Dr. Phil Omanski
- Pino D'Ambini
- Nina Feranzano
- DJ Devious
- Jeroen Flamman
- Dj Abraxas
- Dj Promo
- The Ender
- The Mellow maniac
- Tiny Tot
- Placid K
- D-Boy Bad Boys
- R. Wagner
- Andi Duex
- Mouse
- Techno Cop
- The Demoniac

W Polsce najbardziej znanymi wykonawcami są obecnie:
Quato, który jest swoistą legendą polskiej sceny gabbera oraz Bula i I:Gor, którzy wywodzą się z kieleckiego zespołu, równie znanego jak Quato, który nosi nazwę KTS (Kielce Terror Skład).

## Style pokrewne, wywodzące się z nurtu gabber
- Nu style gabber
- Frenchcore
- Happy hardcore
- Terrorcore
- Speedcore
- Noizecore
- Breakcore
- Splittercore
- Extratone
- Hardcore